# Neubau (Weiden in der Oberpfalz)
Neubau ist ein Dorf und ein Gemeindeteil von Weiden in der Oberpfalz.

## Geografie
Der Ort Neubau liegt im Weidener Stadtteil Rothenstadt. Von der Innenstadt von Weiden ist Neubau etwa 4 Kilometer entfernt.

### Entfernung zu Städten
| Bayreuth (50 Kilometer) | Hof (Saale) (75 Kilometer)                  | Cheb (Eger) Tschechien (50 Kilometer) |
| Nürnberg (80 Kilometer) | Kompassrose, die auf Nachbargemeinden zeigt | Pilsen (Tschechien) (90 Kilometer)    |
| Amberg (30 Kilometer)   | Regensburg (70 Kilometer)                   | Cham (Oberpfalz) (60 Kilometer)       |

### Landesplanung
Der Ort befindet sich in der Planungsregion Oberpfalz-Nord.

## Geschichte

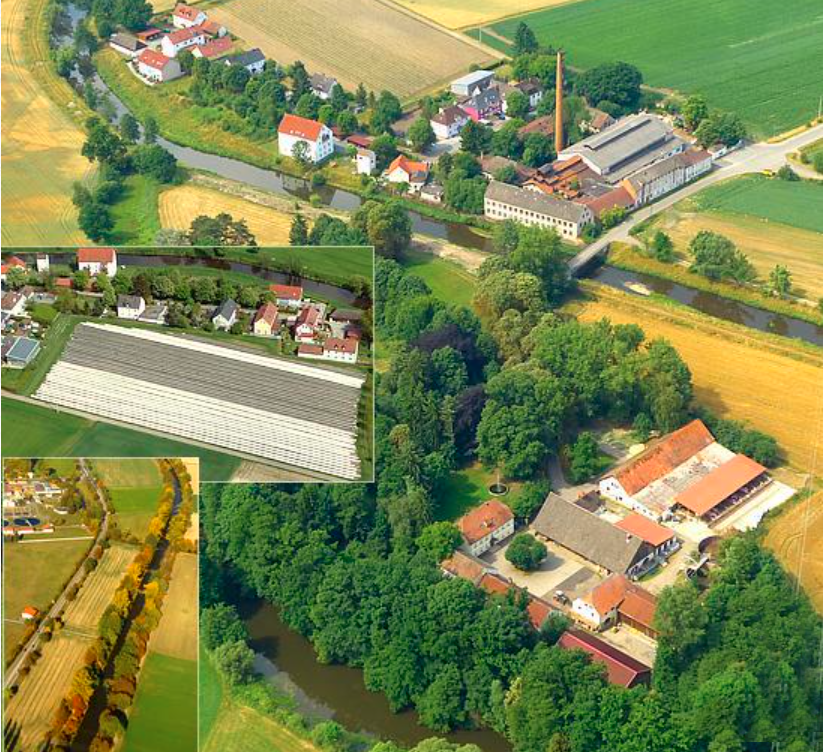
Luftbild (Bildmontage) Neubau Weiden in der Oberpfalz

Im Jahre 1799 wurde von dem aus Ullersricht stammenden Christoph Gollwitzer an der Waldnaab ein Glaschleif- und Polierwerk errichtet. Im Jahre 1802 folgte ein weiteres Polierwerk und er erbaute eine Fußgängerbrücke über die Waldnaab. In der Zeit der Napoleonischen Kriege zogen kaiserlich russische Truppen in der Stärke von 40000 Soldaten durch Neubau und dem angrenzenden Ullersricht.
Johann Adam Gollwitzer (Sohn von Christoph Gollwitzer) Besitzer der Schirmitzer Mühle (im Jahre 1837 gekauft für 10500 Gulden) und der Pirkmühle, baute im Jahre 1844 eine Glasfabrik und kaufte eine weitere Glasschleife in Pirkmühle dazu. Zu diesem Zeitpunkt bestand die Siedlung Ullersricht-Neubau aus einem Wegmacherhaus, einer Hofstelle von Johann Georg (Jakob) Pröls (Ullersricht Nr. 1), dem Gutshof mit Nebengebäuden von Johann Adam Gollwitzer (Ullersricht Nr. 2), den Hofstellen von Landgraf Forster Christoph (Ullersricht Nr. 3, Nr. 7 und Nr. 8), der Hofstelle von Erhardt Wittmann, dem Hirtenhaus (Ullersricht Nr. 5), dem zweiten Gutshof mit Nebengebäuden von Johann Adam Gollwitzer mit Glasschleif- und Polierwerk (Ullersricht Nr. 6), der Glashütte von Johann Adam Gollwitzer (Ullersricht-Neubau Nr. 9) und Ullersricht-Neubau Nr. 9 ½. Durch die weitere Aufsiedelung im Bereich Ullersricht bekam Neubau (nach Aussagen der Familie Brunner) seinen Namen und wurde um 1850 zu Ullersricht-Neubau.
Der Sohn von Johann Adam Gollwitzer, Johann Gollwitzer ließ im Jahre 1853 einen Park auf dem Gutshof Neubau anlegen. Die Arbeiten wurden vom Gärtnermeister Krauß aus Weiden ausgeführt, der auch die geplante Kastanienallee zum Gutshof pflanzte. Johann übernahm später den Besitz des Wegmacherhauses.
Die Glasfabrik wurde seit dem Jahr 1853 mit Torf aus der Mooslohe (Eigentümer Johann Adam Gollwitzer), einem Weidner Stadtteil, befeuert. Ab 1865 konnte die Glashütte von Torf auf Kohlebefeuerung umgestellt werden, da der Eisenbahnanschluss den Transport aus Böhmen ermöglichte. Im Jahr 1870 übernahm die Firma „Kraisheimer & Miederer“ die Fabrik. Diese wurde 1873 von den Oberpfälzer Hütten- und Spiegelglaswerken Gesellschaft m.g.H. abgelöst.
Am 3. Mai 1870 verkaufte Fabrikant und Gutsbesitzer Johann Gollwitzer das Wohnhaus Ullersricht Nr. 1 an den aus Mantel stammenden Johann Uschold (Schmiedemeister) und Margaretha Schätzler aus Etzenricht für 1100 Gulden. Das Ehepaar errichtet noch im November desselben Jahres eine Wagen- und Hufschmiede neben dem Wohnhaus und führte auch eine kleine Landwirtschaft. In 3. Generation wurde der Handwerksbetrieb bis zum 27. Mai 1971 weiter geführt. 
Am 16. August 1908 kam es zur Gründung des Ortsteils Neubau, als Johann Adam Gollwitzer, nahe der Glasfabrik, einen Gutshof auf den Wiesen und Hutweiden an der Waldnaab anbaute. 
Der Gutshof Neubau Nr. 9 des damaligen Besitzers Karl Gollwitzer beziehungsweise seines Sohnes Albert (Reichsbahnpräsident in München) und seiner Witwe Juli Gollwitzer, ging im Jahre 1911 durch Verkauf an den aus Mantel stammenden Fritz Brunner (1. Bürgermeister in Rothenstadt von 1935 bis 1937).
Im Jahre 1912 löste sich der Gemeindeverband Moosbürg mit den Teilen Ermersricht, Ullersricht und Neubau auf freiwilliger Basis auf und durch Ministerialbeschluss vom 3. Juni 1912, kamen Neubau und Ullersricht am 1. Januar 1914 zu Rothenstadt.
Die Spiegelglasfabrik Neubau war im Jahre 1929 stillgelegt und wurde von Johann Baptist und Ernst Kraus von der Altenstädter Bleikristallfabrik Beyer & Co In eine Bleikristallfabrik und Glasschleife umgewandelt und im Jahre 1930 übernommen. Damit wurde der Ort Neubau zum aufblühenden Standort der Glasindustrie. 
Von 1943 bis 1945 wurde Beyer & Co. als kriegsunwichtig geschlossen.
Den Gutshof Neubau Nr. 9 wandelten die Eheleute Georg und Gunda Brunner als Erben in ein Ausbildungsgut um. Hier bekamen Lehrlinge von 1940 bis 1970 eine landwirtschaftliche Ausbildung. Sie pflegten den historischen Park und die Kastanienallee. Auf dem Gutshof Brunner fand einige Jahre der Schweine- und Kälbermarkt des Fleckviehvereines Oberpfalz statt.
In den Jahren 1956 bis 1957 bekam die Fabrik in Neubau einen Erdgasanschluss für die Glasproduktion. 
Der Betrieb der Glasfabrik wurde im Oktober 1962 eingestellt. Heutzutage ist die Glasfabrik verfallen. Große Teile der ehemaligen Fabrik sind erhalten und auch der hohe Schornstein steht noch.
Im Jahre 1978 wird der bisher zur Gemeinde Rothenstadt gehörende Ort Neubau in die Stadt Weiden eingemeindet und im Jahre 1987 zählt Neubau 100 Einwohner, in 12 Wohngebäuden mit 38 Wohnungen.

## Infrastruktur

### Gastronomie
Das Gasthaus „kleine Freiheit“ mit Restaurant und Biergarten ist ein Ausflugslokal in Neubau, das sich auf Italienische Küche spezialisiert hat.

### Landwirtschaft
Der „Spargelhof Brunner“ ist ein Bauernhof mit Hofladen in Neubau, der Spargel auf den Feldern rund um Neubau anbaut.
Der Hof ist mit dem Bio-Siegel zertifiziert.

### Verkehr
Neubau ist ein „Sackgassenort“, da nur eine Straße zu diesem führt. Der Ort selbst hat zwei Straßen. Eine führt vom Spargelhof zur ehemaligen Glasfabrik, die andere vom Wohngebiet zur ehemaligen Glasfabrik. Von der Glasfabrik führt eine Straße über die Autobahn  nach Ullersricht.

### Rad- und Wanderwege
Durch den Ort Neubau verlaufen einige Radwege.
- Von Norden führt ein Radweg entlang des Flutkanals. Dieser kommt von Weiden und ist Teil des Waldnaabtal-Radwegs sowie des Rundwanderwegs Weiden. Er ist als Plattenweg ausgelegt. Auf der anderen Seite des Flutkanals verläuft ein Wanderweg. Beide Wege ändern an der Brücke in Neubau ihre Richtung.
- Nach Westen verläuft neben der Straße ein Fuß- und Radweg nach Ullersricht. Dieser Weg ist Teil des Paneuropa-Radweg  und des Rundwanderwegs Weiden.
- Nach Süden verläuft ein Radweg zur Brücke über den Flutkanal. Der Weg ist durchgehend asphaltiert. An der Brücke zweigt ein Weg nach Rothenstadt ab. Alle markierten Wege laufen weiter nach Pirkmühle. Der Weg ist Teil des Waldnaabtal-Radwegs und des Euregio Egrensis Radwegs (Südroute).

## Aufbau des Ortes

### Norden
Etwas außerhalb des Ortes befindet sich der Spargelhof Brunner, der nur durch eine Brücke über den Flutkanal erreichbar ist. Das Anwesen besteht aus sechs größeren Gebäuden: Ställen für 500 Bio-Schweine und 100 Bio-Hennen, einem Hofladen mit Hauskapelle und einem Wohngebäude.
Das Gebäude des Hofladens wurde 1830 als Kuh- und Pferdestall gebaut. Von 1963 bis 1980 wurde es zur Schweinezucht verwendet.
Außerdem gibt es 72 Hektar landwirtschaftliche Fläche, bestehend aus 69 ha Ackerfläche und 3 ha Wiese, sowie 9 ha Wald.

### Mitte
Im Zentrum von Neubau befindet sich die ehemalige Glasfabrik mit Arbeitersiedlung sowie teils verfallene Arbeiterhäuser der ehemaligen Glasfabrik.

### Süden
Im Süden befindet sich ein Wohngebiet. Dieses besteht aus 7 bewohnten Einfamilienhäusern; 6 Doppelhaushälften und einem Reihenhaus. 2 weitere Reihenhäuserblöcke mit je 7 Wohneinheiten sind vorgesehen, jedoch noch nicht vorhanden.